# Phyllodactylus reissii
Phyllodactylus reissii är en ödleart som beskrevs av  Peters 1862. Phyllodactylus reissii ingår i släktet Phyllodactylus och familjen geckoödlor. IUCN kategoriserar arten globalt som livskraftig. Inga underarter finns listade i Catalogue of Life.